# Elizabeth Goudge
Elizabeth Goudge (* 24. April 1900 in Wells, Somerset; † 1. April 1984 in Rotherfield Peppard) war eine englische Schriftstellerin. Bekannt wurde sie vor allem durch das Kinderbuch Das kleine weiße Pferd.

## Leben
Nach ihrer Geburt im englischen Wells zog sie mit ihrer Familie nach Ely. Als ihr Vater Henry Leighton Goudge 1923 zum Regius Professor of Divinity am Oxforder Christ-Church-College berufen wurde, folgte sie ihren Eltern nach Oxford. Als freie Schriftstellerin lebte sie seit 1966 bis zu ihrem Tod zurückgezogen in Rotherfield, Oxfordshire.

## Werk
Nachdem ihr erstes Buch The Fairies’ Baby and Other Stories 1919 wenig erfolgreich war, veröffentlichte sie erst 1934 mit Island Magic (deutsch: Inselzauber) ihr zweites Werk.
1946 wurde ihr für The Little White Horse die traditionsreiche Carnegie Medal zuerkannt. Das Buch wurde 1994 unter dem Titel Moonacre für das britische Fernsehen verfilmt; die neuere Kinoversion feierte unter dem Titel Das Geheimnis der Mondprinzessin (The Secret of Moonacre) 2008 Premiere. Der 1944 erschienene Roman Green Dolphin Country wurde ebenfalls als Green Dolphin Street verfilmt und gewann 1947 den Oscar für Special Effects.
Romane
Ein großer Teil der deutschen Übersetzungen ist nur noch antiquarisch erhältlich.
Stadt der Glocken
- Stadt der Glocken (engl. A City of Bells, 1936)
- Unter den Türmen von Oxford (engl. Towers in the Mist, 1938)
- Das Testament des Mr. Adam (engl.The Dean’s Watch, 1960)

Eliots of Damerosehay
- Der Vogel im Baum (engl. The Bird in the Tree, 1940)
- Das Gasthaus am Fluß (engl. The Herb of Grace, auch The Pilgrim’s Inn, 1948)
- Das Herz der Familie (engl. The Heart of the Family, 1953)

Romane
- Inselzauber (engl. Island Magic, 1934)
- The Middle Window (1935)
- The Castle on the Hill (1941)
- Der grüne Delphin (engl. Green Dolphin Country, 1944)
- Enzianhügel (engl. Gentian Hill, 1949)
- Der Rosmarinbaum (engl. The Rosemary Tree, 1956)
- Die weiße Hexe (engl. The White Witch, 1958)
- The Scent of Water (1963)
- Das Mädchen vom Meer (engl. The Child From the Sea, 1970)

Kinderbücher
- Sister of the Angels: A Christmas Story (1939)
- Smokey House (1940)
- The Well of the Star (1941)
- Henriettas Weihnachten (engl. Henrietta’s House, 1942)
- Das kleine weiße Pferd (engl. The Little White Horse, 1946)
- Make-Believe (1949)
- The Valley of Song (1951)
- Das Geheimnis der Höhle am Löwenfels (engl. Linnets and Valerians, 1964)
- Drei Schiffe kamen übers Meer (engl. I Saw Three Ships, 1969)

Autobiographie
- Regenbogen meines Lebens (engl. The Joy of the Snow, 1974)

Darüber hinaus verfasste sie eine Reihe von religiösen Werken, wie beispielsweise ein Buch über Franz von Assisi (1959).